# Рибалка Олег Вікторович
Рибалка Олег Вікторович (*4 березня 1978 — Вільнюс, Литва) — бізнесмен, IT-менеджер, письменник, культурний діяч. Директор видавництв «Фонтан казок» і «Легенда».

## Біографія
Народився 4 березня 1978 року у Вільнюсі, столиці Литви. Мати походить з шляхетного польського роду. Батько — українець з Полтавщини.
Закінчив середню школу № 20 у Києві.
Отримав вищу освіту у Національному Технічному Університеті України (КПІ) на факультеті авіакосмічних систем (ФАКС) за спеціальністю «Телекомунікаційні системи та мережі» (1995—2001).
У 2001—2002 роках проходив практику на посаді молодшого інженера в Інституті Фраунгофера з технологій фізичних вимірювань (Fraunhofer Institute of Physical Measurements IPM), Німеччина.

## Діяльність
- На початку 2000-х досить активно співпрацював з рекламними агентствами як супервайзер,  організовував та проводив PR-акції для багатьох відомих брендів, таких як «Cussons», «Palmolive», «Mercedes», «Orbit», «Mobil», "Gillette та інших. Брав участь в багатьох PR-проектах мобільного оператора УМЗ (зараз «Vodafone»).

- У 2002—2003 роках працював у туристичній компанії «Гамалія», де відповідав за усю рекламну діяльність фірми, зокрема планування рекламних кампаній, координацію та роботу з медіа (ТБ, преса, радіо, зовнішня реклама та ін.), роботу з виставками.

- З 2003 року заснував компанію «Attack Software» з розробки ігрового програмного забезпечення для мобільних пристроїв. Стартап бурхливо розвинувся до повноцінної фірми, яка проіснувала до 2006 року, випустивши більше 50-ти проектів на ринок.

- У 2006 році за запрошенням Торбена Майгаарда Олег Рибалка перейшов у «Ciklum» керувати власним проектом Торбена з мобільних технологій «Touchlink Mobile Apps».

- У 2007 році став операційним директором україно-американського стартапу «InvisibleCRM». Компанія одна з перших в Україні отримала інвестиції західних фондів, змогла налагодити співпрацю з потужними світовими вендорами «EMC», «SalesForce», «Oracle», «SAP» та іншими.

- З 2012 року перейшов до продуктової IT-компанії з фінансового сектора «iDeals Solutions Group», де пропрацював операційним директором до 2014 року.

- У 2014 вирішив змінити сферу діяльності й піти з IT, зайнявшись суспільно корисними проектами. Відповідно у 2014 році заснував видавництво сучасної української дитячої книжки «Фонтан казок», яке було спрямоване виключно на роботу з сучасними українськими письменниками та ілюстраторами. У той самий час дебютує як дитячий письменник Олег Чаклун.

- Впродовж кар'єри Олег Рибалка також був партнером банку «ING», коли той розбудовував роздрібну мережу  в Україні до кризи 2008 року. Запустив вендінговий бізнес, побудувавши мережу фреш-автоматів в Україні, включаючи співпрацю з клубами «Sportlife», яка була продана згодом. Мав успішний проект у туристичній галузі.

- У 2017 році Олег Рибалка запускає видавництво сучасної української дорослої книжки «Легенда». Цього ж року дебютує як дорослий письменник під власним ім'ям — Олег Рибалка -  з романом «Гра в життя». Книга отримала відзнаку конкурсу «Глиняний кіт»-2017 «за найкращу книжку року в жанрі фентезі».

- У 2019 році у видавництві «Легенда» виходить поетичний проект «Стихії», в якому Олег Рибалка дебютує як дорослий поет з книжкою «Ідентифікація». У проекті також взяли участь Іван Андрусяк («Чорний лелека»), Василь Шкурган («Діправді») і Вікторія Стах («Шиза»).

## Нагороди та відзнаки
Роман-триптих Олега Рибалки «Гра в життя» завоював відзнаку конкурсу «Глиняний кіт»-2017 «за найкращу книжку року в жанрі фентезі»

## Інтерв'ю
- Олег Рибалка на радіо «Воскресіння»
- Олег Рибалка в ефірі програми Марини Фіалко «Том перший» на радіо НВ
- В Україні розробляють мобільні додатки до книг для мультиплікаційності і розваг, — видавець Олег Рибалка (інтерв'ю)
- Олег Рибалка у телепрограмі "Палітурка"
- Олег Рибалка у програмі "Коментар" на телеканалі "Еспресо"
- Олег Рибалка у телепрограмі "Єлисаветградський книговир"

## Рецензії
- Аня Остапчук. «Гра в життя», яка вона?
- Руслана Битківська. Роман-триптих Олега Рибалки «Гра в життя». Віднайдіть ключ до замкнутих у романі таємниць
- Алла Рогашко. Книга, що спонукає до Прагнення
- Марія Карп'юк. Олег Рибалка «Гра в життя»: як не програти?
- Відеорецензія Гульбану Бібічевої на «Гру в життя» Олега Рибалки
- Любов Базь. «Гра в життя», або Сходинками першоміфу
- Олександр Подвишенний. Дебютна іскра Олега Рибалки
- Оксана Пелюшенко про «Гру в життя» Олега Рибалки
- Євген Мурашко. Чи можливий український Коельйо?
- Уривок з роману Олега Рибалки «Гра в життя»
- Юлія Гашинська про роман-триптих Олега Рибалки «Гра в життя»